# ديونيسياكا

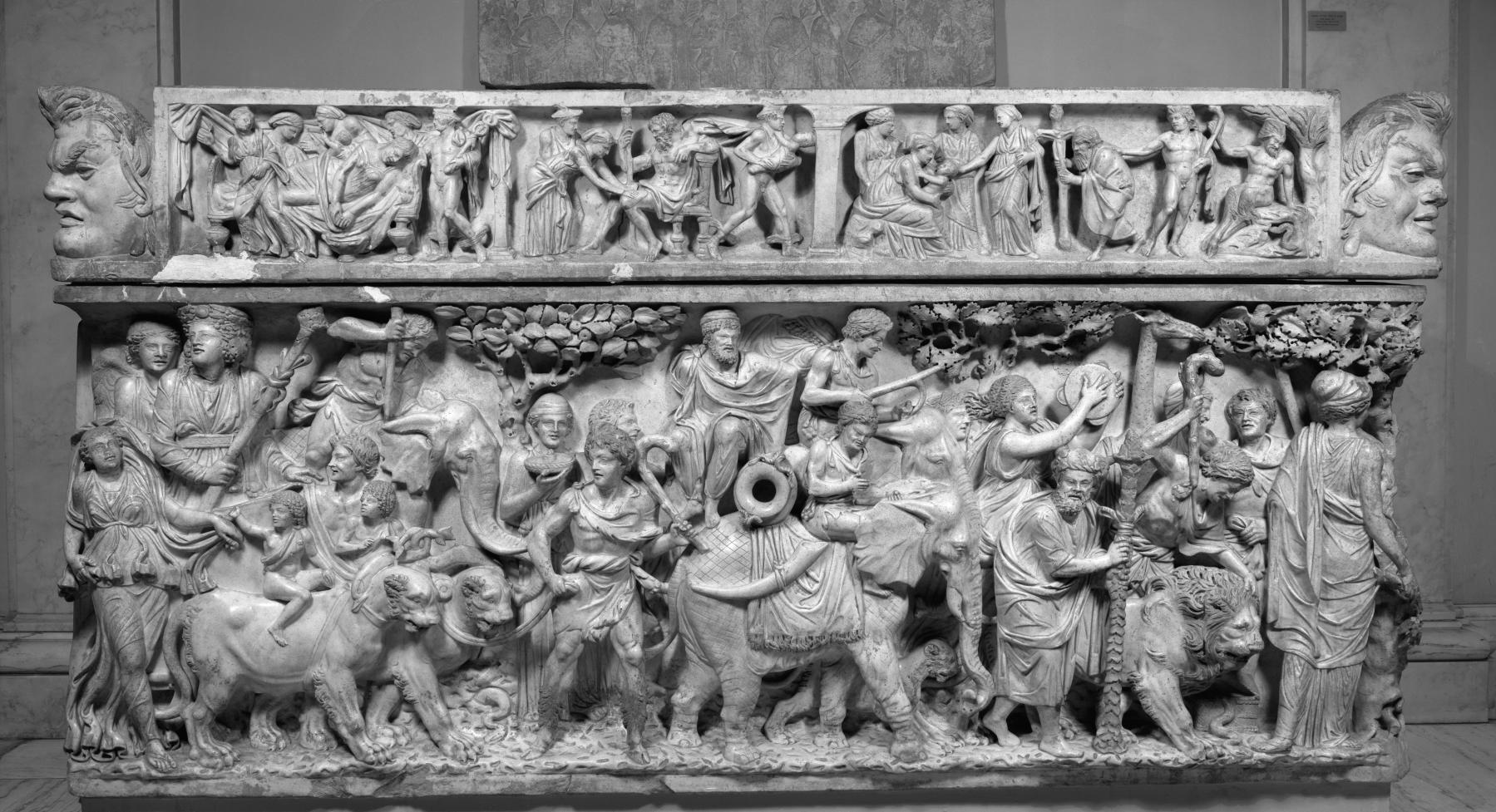
انتصار ديونيسوس. مصور في قبر روماني من القرن الثاني, ديونيسوس راكبا في عربة حربية يجرها فهود; يتضمن موكبه أفيال وحيوانات نادرة أخرى.

ديونيسياكا (باليونانية: Διονυσιακά)‏ وهي قصيدة ملحمية عن ديونيسوس، من تأليف الشاعر نونوس وهي عمله الرئيسي، وفيها يصف حياة ديونيسوس، وحملته على الهند، ثم عودته المظفرة للغرب، والملحمة مكتوبة باللهجة الهومرية وصرفيا بتفعيلة سداسية (dactylic hexameter)، وتتكون من 48 كتاب ومجموعها 20,426 سطرا، وهو ما يجعلها أطول قصيدة شعرية وصلتنا من العصور القديمة.